# Фріц Кремер
Фріц Кремер (нім. Fritz Kraemer; 12 грудня 1900, Штеттін — 23 червня 1959, Гекстер) — німецький воєначальник, бригадефюрер СС і генерал-майор військ СС. Кавалер Лицарського хреста Залізного хреста з дубовим листям.

## Біографія
В 1918 році вступив на службу в 111-й баденський піхотний маркграфа Людвіга Вільгельма полк. Учасник Першої світової війни. У травні 1921 року демобілізований і вступив в прусську поліцію. У 1928-29 роках — командир взводу прусської поліції в Кесліні, в 1929-33 року — в Кройцбургу. У 1933 році переведений в земельну поліцію. 1 жовтня 1934 року повернувся на військову службу. Закінчив Військову академію в Берліні (1935). З жовтня 1936 року — командир 5-ї роти 55-го піхотного полку.
З березня 1939 року служив в штабі 13-ї мотопіхотної дивізії. Учасник Польської і Французької кампаній. З 11 жовтня 1940 року — начальник оперативного відділу штабу своєї дивізії (пізніше переформована в 13-ту танкову). У складі 1-ї танкової групи (армії) брав участь в німецько-радянській війні. З грудня 1942 року — квартирмейстер штабу 1-ї танкової армії. На запрошення Йозефа Дітріха 20 червня 1943 року перейшов у війська СС і був призначений начальником штабу 1-го танкового корпусу СС, яким командував Дітріх. 1 серпня 1944 року офіційно вступив в СС (посвідчення №491 402); членом НСДАП ніколи не був. Брав участь в боях в Нормандії. З 9 по 16 серпня 1944 року тимчасово заміщав Дітріха на посаді командира корпусу. В кінці серпня призначений начальником штабу 5-ї танкової армії, на чолі якої стояв все той же Дітріх. У вересні-жовтні 1944 року — начальник штабу 1-го танкового корпусу СС. 24 жовтня 1944 року призначений командиром 12-ї танкової дивізії СС «Гітлер'югенд». 13 листопада 1944 року здав дивізію Гуго Краасу і був переведений в резерв, а в наступному місяці призначений начальником штабу 6-ї танкової армії СС. У травні 1945 року здався американцям. Як підозрюваний в причетності до розстрілу американських військовополонених в Мальмеді і під час наступу в Арденнах був притягнутий до суду. 11 липня 1946 року засуджений до 10 років тюремного ув'язнення. Незабаром був звільнений, відійшов від справ і оселився в Гекстері. Похований з військовими почестями.

## Звання
- Лейтенант (1918)
- Гауптман (1 травня 1935)
- Оберстлейтенант (1 квітня 1942)
- Оберст (1 січня 1943)
- Оберфюрер СС (1 вересня 1943)
- Бригадефюрер СС і генерал-майор військ СС (1 серпня 1944)

## Нагороди
- Почесний хрест ветерана війни
- Медаль «За вислугу років у Вермахті» 4-го, 3-го і 2-го класу (18 років)
- Залізний хрест
  - 2-го класу (6 жовтня 1939)
  - 1-го класу (26 травня 1940)
- Нагрудний знак «За танкову атаку» в бронзі
- Німецький хрест в золоті (26 лютого 1942)
- Медаль «За зимову кампанію на Сході 1941/42» (3 серпня 1942)
- Лицарський хрест Залізного хреста з дубовим листям
  - лицарський хрест (17 грудня 1942)
  - дубове листя (6 травня 1945)
- Кільце «Мертва голова»